# Српска академија наука и уметности
Српска академија наука и уметности (САНУ) је највиша научна и уметничка установа у Србији. Званичан дан оснивања Академије је 19. новембар 1841, који се сваке године свечано прославља као дан САНУ.
Називала се Краљевско српска академија (КСА) од 1886, потом Српска краљевска академија (СКА) до 1947, када је преименована у Српску академију наука (САН). Касније, законом из 1960, она је променила назив у Српску академију наука и уметности (САНУ).

## Установљавање
Академија је установљена законом од 1. новембра 1886. који је скупштина изгласала, а краљ Милан Обреновић обнародовао у Нишу. Овај закон се звао Основни закон Краљевско-српске академије и њиме је било одређено да прве академике бира краљ, а да затим академици даље сами бирају нове чланове. Задатак академије је био „да науку обрађује и унапређује; да поставља и одржава здраве основе научноме суду; да обелодањује и изазива истраживања научна у природи, друштву и историјским споменицима; да потпомаже удомаћивање и развитак виших уметности; да удруженом снагом за напредак просвете извршава оно, за шта је посебна снага недовољна“.
Прве академике, њих 16, именовао је краљ Милан 5. априла 1887. године. Тада су постојала четири одељења Академије, или како се то звало стручне академије, и свака је на почетку добила по четири редовна члана. Били су то:
Академија природних наука
- Јосиф Панчић
- Димитрије Нешић
- Јован Жујовић
- Љубомир Клерић

Академија философских наука
- Стојан Новаковић
- Милан Кујунџић Абердар
- Светислав Вуловић
- Светомир Николајевић

Академија друштвених наука
- Чедомиљ Мијатовић
- Милан Ђ. Милићевић
- Љубомир Ковачевић
- Панта Срећковић

Академија уметности
- Љубомир Ненадовић
- Матија Бан
- Михаило Валтровић
- Даворин Јенко

Први председник био је Јосиф Панчић, а секретар Јован Жујовић.
Број дописних чланова био је двапут већи од броја редовних чланова. Све чланове бирала је сама Академија на основу обима рада и по исправности, самосталности и савесности у раду. Законом о оснивању Српске краљевске академије под њену управу потпала је Народна Библиотека и Музеј српских земаља. Од 22. јануара 1901. године Српска краљевска академија водила је само надзор над Библиотеком, и од ње и управе Музеја је добијала годишњи извештај. Први председник Српске краљевске академије (на три године) био је Јосиф Панчић, а после њега Чедомиљ Мијатовић, М. Ђ. Милићевић, Јован Мишковић, Ђорђе Нешић, Јован Ристић, Сима Лозанић, Стојан Новаковић, Јован Жујовић, Јован Цвијић.
Српска краљевска академија спојила се 1892. године са Српским ученим друштвом према решењу министра Просвете од 9. априла 1891. и добила је доста велики архив старих докумената и доста велику библиотеку. У Академији је 1893. године основан лексикографски одсек (рад на »Речнику«) и етнографски одсек (рад на испитивању српских села). Поред тога, главни рад Српске краљевске академије састојао се у научном раду њених чланова и у раду на издавању њихових и других научних списа. У томе смислу Српска краљевска академија издавала је:
1. Глас Српске краљевске академије: а) I разред: садржи расправе из природних и математичких наука; б) II разред: расправе из филозофских, језичких, правних и историјских наука;
2. Споменик (I и II разред);
3. Српски Етнографски Зборник, који садржи: а) Разну етнографску грађу, б) Насеља српских земаља, ц) Обичаје народа српскога, д) Српске народне игре, е) Српска народна јела и пића;
4. Зборник за историју, језик и књижевност српског народа: I одељење: Споменици на српском језику; II одељење: Споменици на туђим језицима;
5. Дијалектолошки Зборник;
6. Посебна издања.

## Претходници академије
Српска краљевска академија није била прва установа такве врсте код Срба. Њени директни претходници били су Друштво српске словесности и Српско учено друштво. Друштво српске словесности је основано 31. маја 1842. и постојало је све до 27. јануара 1864, када га је кнез Михаило Обреновић укинуо својим указом. Затим је 29. јула 1864. установљено Српско учено друштво, које је у ствари било обновљено Друштво српске словесности; сви чланови Друштва српске словесности су могли писмено да се изјасне министру да прихватају чланство у Српског ученог друштва.
Слична судбина је задесила и Српско учено друштво. Због сукоба са министром просвете његов рад је суспендован 13. маја 1886. године. Законом од 1. новембра 1886. оснива се Српска краљевска академија којој припадају библиотека, архиве, збирке и имање Српског ученог друштва. Настали су сукоби, па се Друштво поново отвара 25. јула 1887. Спор је решен предлогом министра просвете да се они споје, и то је учињено 1892. Тада је осам чланова Српског ученог друштва изабрано за редовне чланове Српске краљевске академије, а сви остали за почасне.

## Историја развоја
После пуних 60 година под тим именом, Српска краљевска академија мења име законом од 30. јуна 1947. Пошто је промењено државно уређење и није више владао краљ, академија је једноставно названа Српска академија наука. Овим законом промењена је и структура академије, тако да уместо четири стручне академије постоје одељења којих је било шест:
1. природно-математичких наука,
2. техничких наука,
3. медицинских наука,
4. литературе и језика (касније: језика и књижевности),
5. друштвених наука и
6. ликовне и музичке уметности.

Од 1998, Академија има осам одељења, јер се одељење природно-математичких наука поделило на два одељења: одељење за математику, физику и гео-науке, и одељење хемијских и биолошких наука. Пре тога се одељење друштвених наука такође поделило на два дела, један део је задржао исти назив, а други се зове одељење историјских наука.

## Палата САНУ
Академија је од 1909. до 1952. била смештена у Бранковој улици број 15. Ова зграда је, нажалост, срушена 1963. године. После тога, Академија је премештена у Кнез Михаилову 35, у велелепну грађевину у центру града, где се и сада налази.
Здање Српске академије наука и уметности (САНУ), највише научне институције у Србији, већ скоро један век краси Улицу кнеза Михаила, уносећи дух француског декоративизма и сецесије у београдску архитектуру. Скице, предлози и пројекти за подизање ове велелепне палате стварани су од првих дана њеног оснивања 1886. године, међутим у своје здање се уселила тек 1952. године.
Одмах по оснивању Академије, 1886. године, разматрано је подизање зграде на плацу на репрезентативној локацији у Кнез Михаиловој улици, коју је „Кнез Михаило Обреновић III поклонио на просветне цељи”. С обзиром на то да сем плаца Српска краљевска академија (СКА) није имала других финансијских средстава у првом тренутку, помишљало се на подизање привремене приземне зграде док се не стекну услови за градњу репрезентативног објекта у којем је требало да буду смештене још две важне националне институције: Музеј српске земље и Народна библиотека. У наредним годинама Српска краљевска академија разматрала је разне начине формирања фондова и стицања финансијских средстава за подизање своје зграде. Заједнички фонд Српске краљевске академије, Народне библиотеке и Музеја Српске земље формиран је 1896. године Краљевим указом, тако да је са почетним капиталом и сопственим плацем Академија могла да приступи решавању питања изградње. За израду идејног пројекта ангажован је 1900. године афирмисани архитекта домаћег градитељства Константин Јовановић. Био је ово први у низу пројеката који је остао нереализован: од молбе еминентним архитектама Андри Стевановићу, Николи Несторовићу, Милану Капетановићу и Драгутину Ђорђевићу, да израде идејне скице, преко неуспелог расписа јавног конкурса, до покушаја формирања пројекта по узору на здање Југославенске академије знаности и умјетности из Загреба, и нових пројеката архитекте Константина Јовановића. Истовремено са настојањима да се добије адекватан пројекат, променљивог карактера била је и заинтересованост три институције за подизање заједничке зграде. Решавајући питање сталног смештаја, 1908. године Српска краљевска академија је добила простор на коришћење у згради задужбине Симе Игуманова у Бранковој бр. 15.
Након више од две деценије настојања да добије своју зграду, крајем 1910. године председништво Српске краљевске академије је одлучило да се израда пројекта повери Драгутину Ђорђевићу и Андри Стевановићу. Камен темељац је положио 27. марта 1914. године престолонаследник Александар Карађорђевић у присуству академика и министара грађевине и просвете. Извођење радова је поверено фирми Матије Блеха, док је фасадну пластику и скулпторални програм изводило предузеће Јунгман и Сунко. Међутим, изградњу је прекинуо почетак Првог светског рата. Објекат је завршен 1924. године, али због великих издатака за градњу, Српска краљевска академија се није уселила у своје ново здање, већ је цео објекат дат у закуп.
Сматрајући да би пројекат здања Српске краљевске академије требало да транспонује напредне идеје, архитекте Стевановић и Ђорђевић су остварили пројекат који се по свом просторно-функционалном склопу није ослањао на своје претходнике. Палата великих димензија, која заузима целу површину парцеле, пројектована је са становима и дућанима за издавање и пасажима богато орнаментисаним сецесијском декорацијом. При решавању фасада аутори нису напустили у потпуности академске моделе пројектовања, већ су једну симетричну, троделну поделу фасадног платна модернизовали увођењем заобљених углова додатно наглашених испуштеним полукружним еркерима. Увођењем cецесијских елемената у виду троделних прозора, арабескне секундарне пластике, модерно дизајнираних детаља излога у приземљу и прозора на мезанину, уз елементе француског декоративизма остварили су раскошни фасадни програм. Архитектонска пластика у виду флоралних арабески, гирланди и сецесијских маски, на атици је добила нову димензију у виду пуне скулптуре симболичког значења. У осовини главне фасаде као централни мотив атике налази се скулпторална група Богиња Ника која овенчава трговину и индустрију, док су на угловима централног ризалита постављене готово исте скулпторалне групе Жена са децом, од којих једна женска фигура држи у руци луч а друга голуба. Шест истих група дечијих фигура постављено је на атикама изнад углова зграде као и дуж бочних фасада, формирајући један од најбогатијих скулпторалних програма београдске архитектуре пре Првог светског рата.
Крај Другог светског рата Српска краљевска академија дочекала је у изнајмљеној згради у Бранковој улици. Одмах по завршетку рата, Закон о Српској академији наука 1947. године је донео извесне промене у њеној структури, када је уместо стручних академија формирано шест одељења и известан број института. Са проширеним обимом деловања, потребни просторни капацитети су се знатно повећали, те је примарни задатак била пренамена целокупне зграде у Кнез Михаиловој улици у канцеларијски простор, што је подразумевало обимну адаптацију. Израда пројекта је поверена архитекти Григорију Самојлову, који је заједно са архитектом Ђорђем Смиљанићем извео трансформацију унутрашњег склопа зграде, истовремено остварујући један од својих најзначајнијих пројеката ентеријера. Самојлов је показао изузетно умеће преобликујући постојећи објекат у готово компактни академски склоп са централним атријумом, формирао је двотрактни канцеларијски систем, укинуо пасаже у потпуности, осим централног који је делимично препројектован у главни приступни ходник, док је приземље задржало комерцијални карактер. Формирање улаза из Кнез Михаилове и препројектовање приступа сали за заседање допринело је остваривању репрезентативних простора. У складу са новим концептом, Самојлов је пројектовао ентеријер у духу модернизованог академизма са пречишћеним геометризованим декоративним репертоаром. Истовремено је адаптирана свечана сала, која је добила галерију и у лучним нишама две слике на платну, Наука Петра Лубарде и Уметност Мила Милуновића. У склопу адаптације изведене су и одређене интервенције на самој фасади: уклоњена је стаклена маркиза изнад мезанина, промењени су прозори мезанина и отвори излога у приземљу, реконструисана је декоративна купола са које је уклоњено круниште и сви декоративни елементи.
Зграда је свечано отворена 24. фебруара 1952. године, када се Академија коначно и трајно усељава у своју палату. Самојлов је 1967. године урадио и пројекат адаптације галерије на углу улица Кнез Михаилове и Вука Караџића. Одлично компоновани ентеријер оставио је простор за додатно оплемењивање током наредних година, тако да су га до данашњих дана обогаћивали наши еминентни уметници. Стаклене отворе завршне визуре улазног ходника заменили су витражи изведени 2000. године по нацрту Бранка Миљуша, док су по нацртима академика Младена Србиновића 2005. године изведени витражи на прозорима у свечаној сали и у фоајеу испред сале.
Српска академије наука и уметности, као најзначајнија научна институција у Србији, дала је највиши допринос унапређењу научне мисли, окупљајући у своје редове многа истакнута имена српске, југословенске и светске науке и уметничког стваралаштва. Њена палата, подигнута на једној од најрепрезентативнијих локација београдског урбаног простора, својом архитектуром скоро пуни век чини неизоставни део вредновања не само локалног већ и националног градитељског наслеђа. Узимајући у обзир неоспорне вредности и значај, 1992. године је утврђена за споменик културе.

## Под окриљем САНУ

### Институти САНУ
Под окриљем САНУ делују институти:
- Балканолошки институт САНУ
- Византолошки институт САНУ
- Географски институт Јован Цвијић САНУ
- Етнографски институт САНУ
- Институт за српски језик САНУ
- Институт техничких наука САНУ
- Математички институт САНУ
- Музиколошки институт САНУ.

У ранијем периоду у оквиру САНУ су били још и Археолошки институт САНУ и Историјски институт САНУ.

### Огранци САНУ
Српска академија наука и уметности под својим окриљем има Огранак у Новом Саду и Огранак у Нишу. Огранак у Нишу основан је 2016. године, за председника је изабран Нинослав Стојадиновић, за потпредседника Милорад Митковић, за секретара Владимир Ракочевић, а за почасног председника Огранка изабран је академик Никола Хајдин.
Војвођанска академија наука и уметности основана је 1979. године, а 1992. године ушла је у састав Српске академије наука и уметности као Огранак у Новом Саду.
Ранији Центар за научноистраживачки рад САНУ Универзитета у Нишу, након једногодишњег рада Комисије, прераста 16. септембра 2016. у Огранак САНУ у Нишу.

### Центар за научноистраживачки рад у Крагујевцу
Српска академија наука и уметности под својим окриљем има Центар за научноистраживачки рад у Крагујевцу.
Центар у Крагујевцу и ранији центар у Нишу су основани у сарадњи са универзитетима у Крагујевцу и Нишу.

## Чланови академије
- Списак чланова САНУ
- Списак почасних чланова СКА
- Списак преминулих чланова САНУ

### Изборне скупштине
Нови чланови академије се бирају на изборним скупштинама, које се од 1985. године одржавају сваке треће године. Претходна изборна скупштина одржана је 4. новембра 2021. године.

### Председници академије
Од свога оснивања 1887. године до данас председници Српске краљевске академије, Српске академије наука односно Српске академије наука и уметности били су:
| Председник         | Слика                                | Период     | Огранак                                   |
| ------------------ | ------------------------------------ | ---------- | ----------------------------------------- |
| Јосиф Панчић       |                                      | 1887−1888. | Академија природних наука                 |
| Чедомиљ Мијатовић  |                                      | 1888−1889. | Академија друштвених наука                |
| Димитрије Нешић    |                                      | 1892−1895. | Академија друштвених наука                |
| Милан Ђ. Милићевић |                                      | 1896−1899. | Академија природних наука                 |
| Јован Ристић       |                                      | 1899.      | Академија друштвених наука                |
| Сима Лозанић       |                                      | 1899−1900. | Академија природних наука                 |
| Јован Мишковић     |                                      | 1900−1903. | Академија друштвених наука                |
| Сима Лозанић (2)   |                                      | 1903−1906. | Академија природних наука                 |
| Стојан Новаковић   |                                      | 1906−1915. | Академије философских наука               |
| Јован Жујовић      |                                      | 1915−1921. | Академија природних наука                 |
| Јован Цвијић       |                                      | 1921−1927. | Академије друштвених наука                |
| Слободан Јовановић |                                      | 1928−1931. | Академија друштвених наука                |
| Богдан Гавриловић  |                                      | 1931−1937. | Академије природних наука                 |
| Александар Белић   |                                      | 1937−1960. | Одељења литературе и језика               |
| Илија Ђуричић      |                                      | 1960−1965. | Одељење медицинских наука                 |
| Велибор Глигорић   |                                      | 1965−1971. | Одељење литературе и језика               |
| Павле Савић        |                                      | 1971−1981. | Одељења природно-математичких наука       |
| Душан Каназир      |                                      | 1981−1994. | Одељење природно-математичких наука       |
| Александар Деспић  | Датотека:Aleksandar Despić, SANU.jpg | 1994−1998. | Одељење природно-математичких наука       |
| Дејан Медаковић    |                                      | 1999−2003. | Одељење историјских наука                 |
| Никола Хајдин      |                                      | 2003−2015. | Одељење техничких наука                   |
| Владимир Костић    |                                      | 2015−2023  | Одељење медицинских наука                 |
| Зоран Кнежевић     |                                      | 2023−      | Одељење за математику, физику и гео-науке |

### Добитници Нобелове награде
Закључно са 2022. годином 21 члан САНУ је добило Нобелову награду. Међу њима су:

#### Редовни чланови
| Лауреат          | Слика | Година | Категорија | Допринос |
| ---------------- | ----- | ------ | ---------- | --- |
| Лавослав Ружичка |       | 1939.  | Хемија     | Добио је Нобелову награду „за рад на полиметиленима и вишим терпенима.”                                                |
| Иво Андрић       |       | 1961.  | Књижевност | Добио је Нобелову награду „за епску снагу којом је обликовао теме и приказао судбине људи током историје своје земље.” |

#### Инострани чланови
| Лауреат                 | Слика | Година | Категорија               | Допринос |
| ----------------------- | ----- | ------ | ------------------------ | --- |
| Теодор Момзен           |       | 1902.  | Књижевност               | Добио је Нобелову награду као „највећи живи мајстор уметности историјских списа, са специјалном референцом на његов монументални рад, Римска историја.”            |
| Хенрик Сјенкјевич       |       | 1905.  | Књижевност               | Добио је Нобелову награду „за изузетну вредност свог епског стваралаштва.”                                                                                         |
| Глен Т. Сиборг          |       | 1951.  | Хемија                   | Добио је Нобелову награду „за открића у хемији трансуранијумских елемената.”                                                                                       |
| Селман Ваксман          |       | 1952.  | Физиологија или медицину | Добио је Нобелову награду „за откриће првог антибиотика ефикасног против туберкулозе ― стрептомицина.”                                                             |
| Михаил Шолохов          |       | 1965.  | Књижевност               | Добио је Нобелову награду „за уметничку снагу и интегритет епског дела Тихи Дон, у коме је описао историјски значајну епоху у животу руског народа.”               |
| Рене Касен              |       | 1968.  | Мир                      | Добио је Нобелову награду за мир, био је председник Европског суда за људска права.                                                                                |
| Дерек Бартон            |       | 1969.  | Хемија                   | Добио је Нобелову награду „за доприносе развоју концепта конформације и њихову примену у хемији.”                                                                  |
| Александар Солжењицин   |       | 1970.  | Књижевност               | Добио је Нобелову награду „за снажну етику у настојању да да ново остварење ненадмашној традицији руске књижевности.”                                              |
| Владимир Прелог         |       | 1975.  | Хемија                   | Добио је Нобелову награду „за истраживања стереохемије органских молекула и реакција.”                                                                             |
| Роже Гијмен             |       | 1977.  | Физиологија или медицину | Добио је Нобелову награду „за рад на пептидним хормонима произведеним у мозгу.”                                                                                    |
| Пјотр Леонидович Капица |       | 1978.  | Физика                   | Добио је Нобелову награду „за основна открића и изуме у области физике ниске температуре.”                                                                         |
| Чеслав Милош            |       | 1980.  | Књижевност               | Добио је Нобелову награду као књижевник „који бескомпромисно и јасно илуструје беспомоћност човека у свету пуном тешких сукоба.”                                   |
| Торстен Визел           |       | 1981.  | Физиологија или медицина | Добио је Нобелову награду „за рад на обради визуелних информација.”                                                                                                |
| Евгениј Иванович Чазов  |       | 1985.  | Мир                      | Добио је Нобелову награду за мир, био је Члан Међународне групе физичара за превенцију нуклеарног рата.                                                            |
| Стенли Б. Прузинер      |       | 1997.  | Физиологија или медицина | Добио је Нобелову награду „за откриће приона ―новог биолошког принципа инфекција.”                                                                                 |
| Пол Грингард            |       | 2000.  | Физиологија или медицина | Добио је Нобелову награду „за открића о сигналној трансдукцији у нервном систему.”                                                                                 |
| Харолд Пинтер           |       | 2005.  | Књижевност               | Добио је Нобелову награду као књижевник „који у својим драмама разоткрива амбис прикривен свакодневицом, и снажно упада у просторе које опресија држи затвореним.” |
| Петер Хандке            |       | 2019.  | Књижевност               | Добио је Нобелову награду „за утицајан рад који са лингвистичком генијалношћу истражује периферију и специфичност људског искуства.”                               |
| Антон Цајлингер         |       | 2022.  | Физика                   | Добио је Нобелову награду „за експерименте са уплетеним фотонима, за утврђивање кршења Белових неједнакости и за успостављање науке о квантним информацијама.”     |

### Добитници Пулицерове награде

#### Редовни чланови
| Лауреат       | Слика | Година | Категорија                    | Дело                    |
| ------------- | ----- | ------ | ----------------------------- | ----------------------- |
| Михајло Пупин |       | 1924.  | Биографија или аутобиографија | Од пашњака до научењака |